# Gibberula recondita
Gibberula recondita is een slakkensoort uit de familie van de Cystiscidae. De wetenschappelijke naam van de soort is voor het eerst geldig gepubliceerd in 1884 door Monterosato.